# 福音传播部
福音传播部（拉丁語：Dicasterium pro Evangelizatione）是圣座的部会之一，负责处理有关世界福音传播的基本问题，以及在不影响东方教会部的权限的前提下，负责建立、援助和支持新的个别教会。

## 历史
福音传播部的前身是原万民福音传播部和原促进新福传委员会。2022年3月19日，教宗方济各颁布《你们去宣讲福音》（拉丁語：Praedicate evangelium）宗座宪章，取代教宗若望保禄二世的《善牧》（拉丁語：Pastor bonus）宪章，对圣座进行改革。作为改革的一环，原万民福音传播部和原促进新福传委员会合并为万民福音部。《你们去宣讲福音》宗座宪章于2022年6月5日生效。

## 组织架构
福音传播部的最高领导职由教宗亲自担任，下设两个部门：世界福传基本问题部和初传及新地方教会部。部门负责人为副部长（拉丁語：Propraefecto regitur）。

### 世界福传基本问题部
世界福传基本问题部的任务是与个别教会、主教团、东方教会圣统组织、献身生活团和使徒生活团合作，研究有关福传和有效宣讲福音的基本问题，并确定合适的方法、手段和语言来开展这项工作。
该部门由原促进新福传委员会主席里诺·菲西凯拉负责。

### 初传及新地方教会部
初传及新地方教会部旨在支持在初次福传地区宣讲福音和深化信仰生活的工作，处理与教会辖区的设立、变更以及任命等相关的一切事务。并在其权限范围内，按照主教部的运作方式履行其他相应职责。
自福音传播部成立起，该部门由原万民福音传播部部长类思·安多尼·塔格莱负责
截至2022年12月31日，全球隶属该部门的个别教会共计1,123个。